# Hive Records
Hive Records – amerykańska, niezależna wytwórnia muzyczna wydająca muzykę elektroniczną.
Działalność Hive Records ukierunkowana jest na promowanie oraz wydawnictwo głównie eksperymentalnej muzyki elektronicznej. W 2005 r. powstał pododdział Suspicious Records specjalizujący się w gatunkach trip hop i downtempo.

## Artyści związani z wydawnictwem
- C2
- Censor
- Pneumatic Detach
- Manufactura
- Mash Up Soundsystem
- Ou Moins
- Photophob
- Tekniq
- The Liar's Rosebush
- Terminal Sound System